# 布ヶ瀧渕右エ門
布ヶ瀧 渕右エ門（ぬのがたき ふちえもん）は、江戸時代の大相撲の第47代大関。番付上は「羽州」頭書。
1775年(安永4年)春場所(3月)、いきなり東大関として付け出され、全く相撲を取らず1場所限りとなった。

## 主な成績
- 通算成績：0勝0敗4休

| 1775年 | 東大関 引退 0–0–4 | x |
| 各欄の数字は、「勝ち-負け-休場」を示す。 優勝 引退 休場 十両 幕下 三賞：敢=敢闘賞、殊=殊勲賞、技=技能賞 その他：★=金星 番付階級：幕内 - 十両 - 幕下 - 三段目 - 序二段 - 序ノ口 幕内序列：横綱 - 大関 - 関脇 - 小結 - 前頭（「#数字」は各位内の序列） |                   |   |